# Nyahururu
Nyahururu é uma cidade do Quénia, situada na província Central. Tem 24 751 habitantes. Antiga capital do distrito de Nyandarua, a actual sede do distrito é a cidade de Ol Kalou.
Nyahururu foi fundada por colonos britânicos com a designação de Thompson Falls, nome das quedas de água do Rio Ewaso Nyiro, que nasce na cordilheira Aberdare. A cidade expandiu-se ao redor da estação ferroviária Gilgil, aberta em 1929. 
É conhecida de atletas de longo curso no mundo inteiro devido às condições de altitude (2300 m) e clima que a tornam apta para treinos para profissionais.